# Будинок із привидами (фільм)
Будинок із привидами (італ. La casa 3) — італійсько-американський фільм жахів італійського режисера Умберто Ленці. Унаслідок того, що перші дві частини американської трилогії Зловісні мерці і Зловісні мерці 2 йшли в італійському прокаті під назвою «La Casa» і «La Casa 2», в Італії цей фільм став неофіційним продовженням «Зловісних мерців», хоча нічим з ними не пов'язаний.

## Сюжет
Радіоаматор Пол і його подруга Марта випадково спіймали по радіо заклик про допомогу. За допомогою комп'ютера визначивши місце, звідки передавався сигнал, вони вирушають на підмогу. Старий занедбаний замок, на краю кладовища, в якому вже давно ніхто не живе, — ось кінцева точка їх шляху. Не встигнувши переступити через поріг, вони виявляються свідками жахливих подій. Страшні речі кояться в цьому будинку…

## У ролях
- Лара Вендел — Марта
- Грег Скотт — Пол
- Мері Селлерс — Сьюзен
- Рон Хоук  — Марк
- Тімоті Ван Паттен (в титрах: Martin Jay) — Джим
- Кейт Сільвер — Тіна
- Дональд О'Браєн — Валкос
- Крістен Фужерусс — Генрієтта Бейкер
- Віллі М. Мун — Пепе
- Сьюзен Мюллер — Місіс Бейкер
- Ален Сміт — Сем Бейкер
- Вільям Дж. Девенді — лейтенант
- Ральф Морзе — коронер
- Роберт Шампейн — трунар
- Ернест Мак. Кімноро — хранитель цвинтаря